# Jardinier brun
 (novembre 2024).
Amblyornis inornata
Espèce
Synonymes
- Amblyornis inornatus

Statut de conservation UICN

 LC  : Préoccupation mineure
Le Jardinier brun (Amblyornis inornata) est une espèce d’oiseaux de la famille des Ptilonorhynchidae. Il possède une bande vocale immense et « collectionne » des objets (fleurs, plantes, etc.) pour aménager son aire de parade nuptiale et attirer la femelle jardinière.

## Distribution
Cet oiseau vit dans les Monts Tamrau, Arfak, Fakfak, Kumawa et Wandammen (péninsule de Doberai).

## Statut taxonomique
L’espèce est considérée classiquement comme monotypique mais Gibbs (1994) a décrit la population de Fakfak comme légèrement plus foncée dessus et plus fauve dessous. Selon lui, on peut difficilement concevoir qu’une population construisant un berceau aussi différent de celui de l’autre population ne soit pas éloignée génétiquement. Selon Ottaviani (2014), le comportement constructeur du mâle, et donc la préférence par la femelle pour ce type de construction, a fait certainement diverger les deux populations. L’isolement géographique de ces deux populations sédentaires plaide également en faveur d’une spéciation sur Fakfak.

## Historique de la découverte
La découverte de cette espèce par des piégeurs indigènes au service de l’ornithologue C. E. H. von Rosemberg remonte avant 1870 mais le premier européen à avoir observé la remarquable hutte de cet oiseau jardinier est Odoardo Beccari en septembre 1872 sur les monts Arfak. En effet, il avait entendu parler des dons incroyables d’architecte et de décorateur d’un mystérieux oiseau. La réalité ne trahit pas ces rumeurs quand il découvrit, sur un versant rocheux à 1 440 m, une hutte qui rappelait curieusement une construction humaine. Il réalisa sur place des dessins en couleurs et fit des descriptions détaillées. À la même période, des chasseurs européens de paradisiers qui n’eurent pas connaissance de ces faits et qui tombèrent sur ces constructions, les prirent pour des maisons de poupées d’enfants indigènes. La première photo d’un tel berceau date des années 1950 et revient à Dillon Ripley, et ce n’est qu’en 1964 que Heinz Sielmann put filmer la parade nuptiale de cet oiseau jardinier et celle d’autres oiseaux à berceaux. Les indigènes locaux lui donnent le nom de « Buruk guria » qui signifie « oiseau maître-chanteur » en raison de son registre vocal et de ses dons d’imitation (Ottaviani 2014).

## Habitat
Le jardinier brun est inféodé à la forêt pluviale pourvue de grands arbres de 25 à 30 m de haut notamment des agathis (Agathis labillarderi) et des araucarias (Araucaria cunninghamii) entre 1 000 et 2 000 m. A basse altitude, la forêt est relativement variée ; à moyenne altitude, elle consiste surtout en chênes tropicaux (Lithocarpus) et en casuarinas (Casuarina) ; aux strates les plus hautes, elle est dominée par les hêtres tropicaux (Nothofagus) (Frith & Frith 2009).

## Alimentation
Le régime alimentaire est peu documenté, Frith & Frith (2009) mentionnant des fruits et des animaux, surtout des arthropodes.

## Construction de la hutte
Le mâle choisit une petite aire plate ou légèrement pentue autour d’un baliveau d’environ 1,50 à 2 m de haut et de 4 cm de diamètre, servant de pilier central. Un ou deux autres baliveaux secondaires font parfois partie de la construction. Puis il se met à empiler des branchettes entrelacées et de la mousse contre et autour du tronc de ce jeune arbre, formant ainsi une base circulaire. Les branchettes utilisées mesurent en moyenne 50 cm de long et proviennent essentiellement d’une orchidée (Dendrobium), une plante épiphyte formant de grosses touffes sur les branches moussues des grands arbres. Ces rameaux présentent souvent de petites feuilles fraîches qui continuent à pousser après prélèvement. L’oiseau élève la hutte en forme de large cône en amassant et en disposant, en radiation symétrique, de nombreux autres rameaux de manière à confectionner un toit s’appuyant au centre sur le pilier tout en aménageant une large ouverture à la base. Quand l’ouvrage est achevé, il surmonte la hutte d’une sorte de parasol constitué d’autres branchettes placées transversalement pour rendre la construction plus solide et imperméable. Elle atteint en moyenne 1 m de haut et 1,50 m de diamètre à la base. L’ouverture donne sur une petite parcelle de pelouse méticuleusement débarrassée de tous débris, qu’il décore ensuite de petits tas de fruits de couleur prune, de baies rouges, de fleurs roses, de champignons jaunes et d’insectes glanés dans les environs (Ottaviani 2014).

## Décoration de la hutte
Ces éléments décoratifs ne garnissent pas forcément tous les berceaux, chaque mâle disposant d’un goût artistique légèrement différent ou étant tributaire de leur disponibilité et de leur variété, selon les lieux. La disposition est aussi sujette à variation selon les individus mais généralement les fruits les plus colorés se trouvent dans le jardin, les fleurs à proximité de l’entrée et les autres éléments décoratifs (insectes, crottes de mammifères) sont placés à l’entrée. Certains jardins sont nettement plus foncés que d’autres avec, comme ornementation principale, des crottes de mammifères et des morceaux de charbon de bois. D’autres sont prioritairement bleus avec surtout des baies de cette couleur et d’autres encore sont davantage rouges avec des fruits et des fleurs de cette teinte dominante. À proximité des villages, des éléments de décoration provenant de l’homme comme des boites en fer, des bouteilles, des sachets et des étuis en plastique de couleur rouge et bleu sont incorporés aux constructions. Malheureusement, ces déchets sont devenus plus communs dans leur environnement de nos jours. Les décorations perdent en poésie mais sont presque toujours choisies dans les couleurs rouges et bleues (Ottaviani 2014).

## Dissémination des graines
Ottaviani (2014) a montré, photos à l’appui, que le jardinier brun joue le rôle de disséminateur de graines en accumulant, pour décorer sa hutte, des baies et des coques qui germeront ultérieurement. Un palmier, Areca catechu, arécacée, a été identifié grâce à ses coques en germination.

## Évolution de la décoration
Ottaviani (2014) a montré, photos à l’appui, que la décoration d’une construction peut varier au cours d’une même saison. Ainsi, une hutte est passée d’une décoration naturelle (fruits rouges, carapaces de scarabées, champignons jaunes) à une ornementation enrichie d’objets en plastique (bouteille transparente, sachet bleu et récipient rouge). Les fruits rouges ont été remplacés par des fruits verts car vraisemblablement pourris, le petit tas de champignons jaunes a été supprimé et des baies jaunes ont été ajoutées mais leur disposition générale est restée similaire. Il faut prendre en compte la disponibilité des éléments décoratifs naturels qui varient selon les saisons et le fait que les constructions puissent être visitées par des ornithologues et des touristes qui peuvent laisser des déchets sur place.

## Voix
Selon Frith & Frith (2009), de nombreux sons de la forêt sont imités comme des vocalises de loriquets et autres perroquets, des bruits de coups de hache, des aboiements de chiens, le bruit du flottement d’une bâche au vent ou même d’un générateur.

## Parade nuptiale
A l’arrivée d’une femelle, le mâle se précipite à l’intérieur de sa hutte, s’aplatit sur le sol et se cache derrière des décorations tout en émettant son chant composé d’imitations. Après ces vocalises, il s’étire et sort de sa cachette pour se placer à l’entrée et tenter de voir la femelle avant de disparaître à nouveau au fond sans cesser de chanter (Frith & Frith 2009).

## Nidification
Deux nids ont été découverts, l’un près de Hungku dans le secteur des lacs Anggi en mai et l’autre au-dessus de Mokwam en octobre 1994 dans les montagnes de l’Arfak. Ils contenaient chacun un œuf blanchâtre. Ils étaient placés dans la fourche d’un arbuste au feuillage peu dense à 1 m et 2,50 m de hauteur (Frith & Frith 2009).

## Statut, conservation
Malgré une petite aire de distribution, l’espèce n’est pas considérée comme globalement menacée et supposée présenter des effectifs stables d’où un classement en « préoccupation mineure » (BirdLife International 2013).